# Andreas Pangerl
Andreas Pangerl (* 1962) ist ein deutscher Mediziner, Epigraphiker und Numismatiker.

## Leben
Andreas Pangerl studierte Humanmedizin an der Universität München, wo er 1987 mit der Dissertation Circadiane Schwankungen der β-Adrenozeptorendichte menschlicher Lymphozyten bei gesunden Probanden promoviert wurde. Pangerl arbeitete in der medizinischen Forschung und Entwicklung in Kardiologie, HIV, Hepatitis C, und Multiple Sklerose unter anderem am Health Science Center University of Texas at San Antonio (USA) , Zentralinstitut für Seelische Gesundheit in Mannheim, bei Bristol-Myers Squibb in München und den USA, sowie bei Abbvie in North Chicago.
Pangerl ist als Privatgelehrter und Fotograf in der antiken Numismatik, Klassischen Archäologie (Porträt) und antiken römischen Epigraphik tätig. Sein besonderer Fokus liegt auf der Erforschung von römischen Militärdiplomen (Bürgerrechtsurkunden) sowie der Verbreitung von Herrscherporträts über diverse Medien wie Skulptur, Numismatik, Glyptik, mit zahlreichen Publikationen u. a. in Archäologisches Korrespondenzblatt, Chiron, Jahrbuch für Numismatik und Geldgeschichte, und Zeitschrift für Papyrologie und Epigraphik.
Seit 1996 betreut er die Webplattform www.romancoins.info, die Informationen und Bildmaterial zu antiker Numismatik und Archäologie zur Verfügung stellt. Er ist Schriftführer im Vorstand der Bayerischen Numismatischen Gesellschaft und betreut dort deren Website www.bngev.de.

## Schriften (Auswahl)
Medizinische Schriften
- Circardiane Schwankungen der β-Adrenozeptorendichte menschlicher Lymphozyten bei gesunden Probanden. Dissertation Universität München 1987.
- mit Brigitte Pangerl, Russel J. Reiter: Circadian variations of adrenergic receptors in the pineal gland of rats and hamsters: a review. In: Journal of Neural Transmission Gen. Sect. Band 81, 1990, S. 17–29, doi:10.1007/BF01245442
- mit Peter den Heijer et al.: Evaluation of a weight-adjusted single-bolus plasminogen activator in patients with myocardial infarction: a double-blind, randomized angiographic trial of lanoteplase versus alteplase. In: Circulation. Band 98, 1998, S. 2117–2125, doi:10.1161/01.cir.98.20.2117
- mit Heiner Wedemeyer et al.: Real-World Effectiveness of Ombitasvir/Paritaprevir +/- Dasabuvir +/- Ribavirin in Patients with HCV Genotype 1 or 4 infection: A Meta-Analysis. In: Journal of Viral Hepatitis. Band 24, 2017, S. 936–943, doi:10.1111/jvh.12722
- mit Pietro Lampertico et al.: Real-world effectiveness and safety of glecaprevir/pibrentasvir for the treatment of patients with chronic HCV infection: A meta-analysis. In: Journal of Hepatology. Band 72, 2020, S. 1112–1121, doi:10.1016/j.jhep.2020.01.025

Numismatische und archäologische Schriften
- Agrippina die Jüngere auf Römischen Reichsprägungen. In: Dietrich Boschung, Werner Eck, Friederike Naumann-Steckner u. a. (Hrsg.): Agrippina als Göttin des Glücks (= Kleine Schriften des Römisch-Germanischen Museums der Stadt Köln. Sonderausstellung. Band 26). Römisch Germanisches Museum, Köln 2011, S. 20–31.
- Getas Ähnlichkeit mit dem Vater Septimius Severus als politische Waffe gegen den älteren Bruder Caracalla. In: Barbara Pferdehirt, Markus Scholz (Hrsg.): Bürgerrecht und Krise. Die Constitutio Antoniniana 212. Verlag des Römisch-Germanischen Zentralmuseums, Mainz 2012, ISBN 978-3-88467-195-5, S. 21–27 (Digitalisat).
- Portraittypen des Caracalla und des Geta auf römischen Reichsprägungen – Definition eines neuen Caesartyps des Caracalla und eines neuen Augustustyps des Geta. In: Archäologisches Korrespondenzblatt. Band 43, 2013, S. 99–115 (Digitalisat).
- Vier Jahrzehnte Portraits des Mark Aurel auf römischen Reichsmünzen. In: Römisch-Germanisches Zentralmuseum (Hrsg.): Honesta Missione. Festschrift für Barbara Pferdehirt. Verlag des Römisch-Germanischen Zentralmuseums, Mainz 2014, ISBN 978-3-88467-196-2, S. 327–344 (Digitalisat).
- „Mit der Mode gehen“. Eine Porträtbüste der Livia mit überarbeiteter Frisur. In: Jahrbuch für Numismatik und Geldgeschichte. Band 68, 2018, S. 131–144 (Digitalisat).
- als Hrsg.: Portraits. 500 Jahre römische Münzbildnisse. Staatliche Münzsammlung München, München 2017, ISBN 978-3-922840-36-7.
- als Hrsg.: Portraits. 400 Jahre hellenistische Portraits. Staatliche Münzsammlung München, München 2020, ISBN 978-3-922840-41-1.

Epigraphische Schriften
- Ein neues Militärdiplom für Trebonianus Gallus und Volusianus. In: Archäologisches Korrespondenzblatt. Band 34, Heft 1, 2004, S. 101–105
- mit Werner Eck, David MacDonald: Neue Diplome für das Heer der Provinz Syrien. In: Chiron. Band 32, 2002, S. 427–448, doi:10.34780/n61z-x2ya.
- mit Werner Eck, David MacDonald: Vater, Mutter, Schwestern, Brüder... Zu einer außergewöhnlichen Bürgerrechtsverleihung in einer Konstitution des Jahres 121 n. Chr. In: Chiron. Band 33, 2003, S. 347–364, doi:10.34780/f69l-d96r.
- mit Werner Eck, David MacDonald: Die Krise des römischen Reiches unter Marc Aurel und ein Militärdiplom aus dem Jahr 177 (?). In: Chiron. Band 33, 2003, S. 365–377, doi:10.34780/2lrc-ee12.
- mit Werner Eck: Traians Heer im Partherkrieg. Zu einem neuen Diplom aus dem Jahr 115. In: Chiron. Band 35, 2005, S. 49–67, doi:10.34780/emxi-e2mi.
- mit Werner Eck: Titus Flavius Norbanus, praefectus praetorio Domitians, als Statthalter Rätiens in einem neuen Militärdiplom. In: Zeitschrift für Papyrologie und Epigraphik. Band 163, 2007, S. 239–251 (Digitalisat).
- mit Werner Eck: Moesia und seine Truppen. Neue Diplome für Moesia und Moesia superior. In: Chiron. Band 38, 2008, S. 317–394, doi:10.34780/9h4u-292u.
- mit Werner Eck, Paul Holder, Peter Weiß: Ein überraschendes Phänomen: Neue Zeugen in zwei Diplomen für die Truppen von Moesia inferior vom 11. Oktober 146. In: Zeitschrift für Papyrologie und Epigraphik. Band 195, 2015, S. 222–230.
- mit Werner Eck: Eine neue Konstitution Hadrians für die Truppen der Provinz Raetia, frühestens aus dem Jahr 126/127. In: Bayerische Vorgeschichtsblätter. Band 86, 2021, S. 53–56.